# Eliška Richtrová
Eliška Richtrová, geborene Klímová, (* 1. Juli 1959 in Prag) ist eine tschechische Schachspielerin.

## Leben

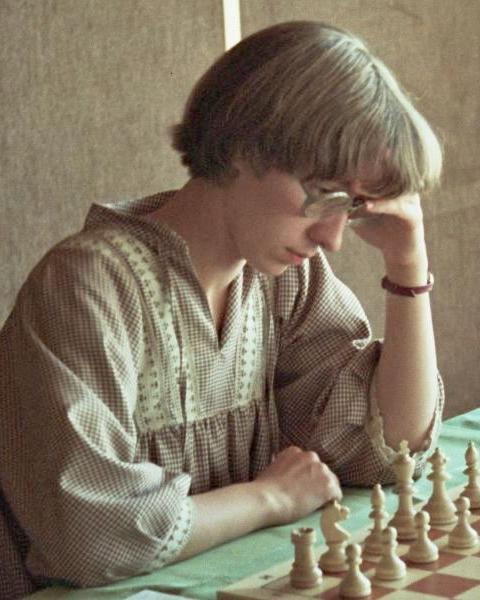
Eliška Richtrová beim Interzonenturnier der Frauen in Bad Kissingen 1982

Ihren ersten internationalen Erfolg hatte sie 1978, als sie die Silbermedaille hinter Nana Iosseliani bei der ersten Jugendeuropameisterschaft, dem 2. Europacup für Mädchen in Kikinda 1978 gewann. Auf den Plätzen 3 bis 6 der 18 Mädchen folgten: Ilie, Barbara Hund, Stadler und Pia Cramling.
Aufgrund ihrer internationalen Erfolge erhielt sie 1982 von der FIDE den Titel Großmeister der Frauen (WGM). 
Sie gewann fünfmal die Meisterschaft der Frauen in der Tschechoslowakei (1979, 1980, 1981, 1982, 1988), 1988 erstmals nicht unter ihrem Geburtsnamen Klímová spielend. Mitte der 90er Jahre reduzierte sie ihre Turnieraktivität und nahm nur noch an Mannschaftskämpfen in Tschechien und Deutschland teil.

## Kandidatenturniere
Mehrmals war sie bei Kandidatenturnieren zur Weltmeisterschaft der Frauen beteiligt. Im Jahr 1982 erreichte sie den mit Barbara Hund geteilten vierten Platz im Interzonenturnier in Bad Kissingen. Hinter Marta Litinskaja kam sie mit Irina Levitina und Nona Gaprindaschwili auf den geteilten zweiten Platz im Interzonenturnier 1987 in Smederevska Palanka. Dritte hinter Ketino Kachiani und Alissa Galljamova wurde sie im Interzonenturnier 1990 in Asow. 1990 spielte sie im Kandidatenturnier in Bordschomi und wurde letzte.

## Nationalmannschaft
1988, 1990 und 1992 vertrat sie dreimal die Tschechoslowakei und 2008 die Tschechische Republik bei den Schacholympiaden der Frauen. Außerdem nahm sie 1997 an der Mannschaftseuropameisterschaft der Frauen teil.

## Vereine
In der deutschen Frauenbundesliga spielte Richtrová von 1993 bis 1999 für den Dresdner SC (bis 1994 Post SV Dresden) und gewann mit diesem 1995 die Meisterschaft.

## Weitere Turniere
Sie nahm dreimal am Women’s World Cup (1982, 1987 und 1990) und 1990 am Europa-Cup für Junioren teil. Sie gewann zahlreiche internationale Turniere (wie 1981 in Novi Sad, 1983 in Halle, 1985 in Bydgoszcz, 1986 in Prag).